# Magnus Pääjärvi
Karl Magnus Pääjärvi-Svensson (* 12. duben, 1991, Norrköping) je švédský profesionální hokejista momentálně hrající za tým Timrå IK v nejvyšší švédské hokejové soutěži.

## Osobní život
Jeho otcem je bývalý hokejista a trenér Gunnar Svensson, profesionálním hokejistou je i jeho bratr Björn Svensson.
Finské příjmení Pääjärvi má po dědečkovi z matčiny strany, který pochází z finské menšiny žijící ve švédském městečku Pajala.

## Hráčská kariéra
Pääjärvi-Svensson začal s hokejem ve svých šesti letech. V sezoně 2005–06, když mu bylo čtrnáct let, poprvé nastoupil za tým Malmö Redhawks, působící ve švédské juniorské soutěži J20 SuperElit. Blýsknul se osmi góly během osmi zápasů TV-pucken, další dva góly potom vstřelil za tým Malmö ve vítězném ligovém finále hráčů do šestnácti let. V nadcházející sezoně si v mužstvu Malmö získal ještě větší prostor a opět zářil také na TV-pucken.
V roce 2007 podepsal smlouvu s týmem Timrå IK, kde jeho starší bratr nastupoval za seniorský tým. 24. září onoho roku se ve věku 16 let, 5 měsíců a 12 dní stal čtvrtým nejmladším hráčem, jaký kdy nastoupil v Elitserien. Během premiérového zápasu si připsal asistenci na úvodní gól svého mužstva. Premiérovou branku vstřelil 16. února 2008 proti týmu HV71.
Do NHL byl Magnus draftován v roce 2009 týmem Edmonton Oilers jako celkově 10. v pořadí. Ve stejném roce prošel též draftem KHL, na němž z něj tým Lokomotiv Jaroslavl udělal celkovou devatenáctku.
Za sezonu 2009–10 byl Magnus nominován na ocenění pro nejlepšího nováčka Elitsérien.

### Edmonton Oilers
2. června 2010 bylo oznámen podpis Magnusova nováčkovského kontraktu s edmontonskými Olejáři. O rovné tři měsíce později bylo oznámeno, že v NHL bude používat zkrácené jméno Magnus Pääjärvi a za Oilers bude nastupovat s číslem 91.
23. září 2010 nastoupil ke svému premiérovému přípravném zápasu za Edmonton. Mužstvu Tampa Bay Lightning nasázel hattrick a celkovými čtyřmi body přispěl k jeho debaklu 5-2.
7. října 2010 odehrál své premiérové utkání v NHL proti úhlavním rivalům Edmontonu, týmu Calgary Flames. 16. října si proti stejnému soupeři připsal také svoji první zámořskou branku. Sezonu 2010–11 zakončil Pääjärvi se 34 body, které mu stačily na celkově šestou pozici v tabulce klubové produktivity.
Poté, co v 25 zápasech sezony 2011–12 posbíral pouhé tři body v 25 zápasech a hned v dalších šesti byl pouze zdravým náhradníkem, byl poslán na farmu Edmontonu do Oklahomy.

### St. Louis Blues
10. října 2013 byl spolu s 2. kolem v draftu vyměněn do týmu St. Louis Blues. Opačným směrem putoval útočník David Perron.

## Klubové statistiky
| Sezona     | Klub                 | Soutěž     | Základní část | Základní část | Základní část | Základní část | Základní část | Play off | Play off | Play off | Play off | Play off |
| Sezona     | Klub                 | Soutěž     | Z             | G             | A             | B             | TM            | Z        | G        | A        | B        | TM       |
| ---------- | -------------------- | ---------- | ------------- | ------------- | ------------- | ------------- | ------------- | -------- | -------- | -------- | -------- | -------- |
| 2005–06    | Malmö Redhawks       | J20        | 2             | 0             | 0             | 0             | 0             | —        | —        | —        | —        | —        |
| 2006–07    | Malmö Redhawks       | J20        | 20            | 4             | 2             | 6             | 6             | 4        | 0        | 1        | 1        | 0        |
| 2007–08    | Timrå IK             | J20        | 18            | 7             | 15            | 22            | 6             | —        | —        | —        | —        | —        |
| 2007–08    | Timrå IK             | SEL        | 35            | 1             | 2             | 3             | 2             | 11       | 0        | 0        | 0        | 2        |
| 2008–09    | Timrå IK             | J20        | 1             | 0             | 0             | 0             | 0             | —        | —        | —        | —        | —        |
| 2008–09    | Timrå IK             | SEL        | 50            | 7             | 10            | 17            | 4             | 7        | 1        | 0        | 1        | 0        |
| 2009–10    | Timrå IK             | SEL        | 49            | 12            | 17            | 29            | 6             | 5        | 0        | 1        | 1        | 2        |
| 2010–11    | Edmonton Oilers      | NHL        | 80            | 15            | 19            | 34            | 16            | —        | —        | —        | —        | —        |
| 2011-12    | Edmonton Oilers      | NHL        | 41            | 2             | 6             | 8             | 4             | —        | —        | —        | —        | —        |
| 2011–12    | Oklahoma City Barons | AHL        | 34            | 7             | 18            | 25            | 4             | 14       | 2        | 9        | 11       | 2        |
| 2012–13    | Oklahoma City Barons | AHL        | 38            | 4             | 16            | 20            | 10            | —        | —        | —        | —        | —        |
| 2012–13    | Edmonton Oilers      | NHL        | 42            | 9             | 7             | 16            | 14            | —        | —        | —        | —        | —        |
| 2013–14    | St. Louis Blues      | NHL        | 55            | 6             | 6             | 12            | 6             | —        | —        | —        | —        | —        |
| 2014–15    | St. Louis Blues      | NHL        | 10            | 0             | 1             | 1             | 6             | —        | —        | —        | —        | —        |
| 2014‑15    | Chicago Wolves       | AHL        | 36            | 11            | 18            | 29            | 6             | 5        | 3        | 1        | 4        | 0        |
| 2015‑16    | Chicago Wolves       | AHL        | 7             | 4             | 3             | 7             | 2             | —        | —        | —        | —        | —        |
| 2015–16    | St. Louis Blues      | NHL        | 48            | 3             | 6             | 9             | 8             | 3        | 0        | 1        | 1        | 0        |
| 2016–17    | St. Louis Blues      | NHL        | 32            | 8             | 5             | 13            | 6             | 8        | 1        | 2        | 3        | 2        |
| 2017–18    | St. Louis Blues      | NHL        | 44            | 2             | 2             | 4             | 8             | —        | —        | —        | —        | —        |
| 2017–18    | Ottawa Senators      | NHL        | 35            | 6             | 2             | 8             | 4             | —        | —        | —        | —        | —        |
| 2018–19    | Ottawa Senators      | NHL        | 80            | 11            | 8             | 19            | 6             | —        | —        | —        | —        | —        |
| 2019–20    | Lokomotiv Jaroslavl  | KHL        | 39            | 11            | 8             | 19            | 8             | 6        | 1        | 1        | 2        | 6        |
| 2020–21    | Lokomotiv Jaroslavl  | KHL        | 26            | 3             | 8             | 11            | 5             | —        | —        | —        | —        | —        |
| 2020–21    | HK Dynamo Moskva     | KHL        | 24            | 4             | 4             | 8             | 4             | 10       | 1        | 0        | 1        | 2        |
| 2021–22    | Malmö Redhawks       | SHL        | 17            | 2             | 1             | 3             | 2             | —        | —        | —        | —        | —        |
| 2022–23    | Timrå IK             | SHL        |               |               |               |               |               |          |          |          |          |          |
| NHL celkem | NHL celkem           | NHL celkem | 467           | 62            | 62            | 124           | 78            | 11       | 1        | 3        | 4        | 2        |
| SHL celkem | SHL celkem           | SHL celkem | 151           | 22            | 30            | 52            | 14            | 23       | 1        | 1        | 2        | 4        |
| KHL celkem | KHL celkem           | KHL celkem | 89            | 18            | 20            | 38            | 17            | 16       | 2        | 1        | 3        | 8        |

### Reprezentační statistiky
| 2008            | Švédsko 20      | MSJ             | 6  | 1  | 1  | 2  | 0  |
| 2008            | Švédsko 18      | MS-18           | 6  | 4  | 6  | 10 | 6  |
| 2009            | Švédsko 20      | MSJ             | 6  | 2  | 5  | 7  | 6  |
| 2009            | Švédsko 18      | MS-18           | 6  | 6  | 6  | 12 | 0  |
| 2010            | Švédsko 20      | MSJ             | 6  | 3  | 7  | 10 | 2  |
| 2010            | Švédsko         | MS              | 9  | 5  | 4  | 9  | 2  |
| 2011            | Švédsko         | MS              | 9  | 2  | 5  | 7  | 2  |
| 2018            | Švédsko         | MS              | 10 | 3  | 0  | 3  | 4  |
| Junioři celkově | Junioři celkově | Junioři celkově | 34 | 16 | 26 | 42 | 14 |
| Senioři celkově | Senioři celkově | Senioři celkově | 28 | 10 | 9  | 19 | 8  |